# Joshua Culbreath
Joshua « Josh » Culbreath (né le 14 septembre 1932 à Norristown et mort le 1er juillet 2021 à Cincinnati) est un athlète américain, spécialiste du 400 mètres haies. 
Licencié au US Marine Corps, il mesurait 1,70 m pour 62 kg et était l'ancien détenteur du record du monde du 440 yards haies avec 50 s 5 réalisés en 1957 à Oslo.

## Carrière

### Palmarès
| Date | Compétition           | Lieu      | Résultat | Performance  |
| ---- | --------------------- | --------- | -------- | ------------ |
| 1955 | Jeux panaméricains    | Mexico    | 1er      | 51 s 5       |
| 1956 | Jeux olympiques d'été | Melbourne | 3e       | 51 s 6       |
| 1959 | Jeux panaméricains    | Chicago   | 1er      | 51 s 2       |
| 1959 | Jeux panaméricains    | Chicago   | 2e       | 3 min 05 s 8 |

### Records
| Épreuve          | Performance | Lieu | Date |
| ---------------- | ----------- | ---- | ---- |
| 110 mètres haies | 14 s 8      |      | 1954 |
| 400 mètres haies | 50 s 2      |      | 1957 |